# Сборная Таиланда по мини-футболу
Национальная сборная Таиланда мини-футболу представляет Таиланд на международных соревнованиях по мини-футболу. Шесть раз участвовала в Чемпионатах мира по мини-футболу, трижды выходила в 1/8 финала. Участвовала во всех Чемпионатах Азии по мини-футболу, высшее достижение — выход в финал домашнего чемпионата 2008 года. Там тайцы уступили сборной Ирана со счётом 0:4.
В 2012 году Таиланд принимал Чемпионат мира по мини-футболу.

## Турнирные достижения

### Чемпионат мира по мини-футболу
- 1989 — не участвовала
- 1992 — не квалифицировалась
- 1996 — не участвовала
- 2000 — 1-й раунд
- 2004 — 1-й раунд
- 2008 — 1-й раунд
- 2012 — 1/8 финала
- 2016 — 1/8 финала
- 2021 — 1/8 финала
- 2024 — 1/8 финала

### Чемпионат Азии по мини-футболу
- 1999 — 1-й раунд
- 2000 — 3-е место
- 2001 — 1/4 финала
- 2002 — 3-е место
- 2003 — 3-е место
- 2004 — 3-е место
- 2005 — 2-й раунд
- 2006 — 1-й раунд
- 2007 — 1/4 финала
- 2008 — 2-е место
- 2010 — 1/4 финала
- 2012 — 2-е место
- 2016 — 3-е место
- 2018 — 1/4 финала